# Варчина земля
«Варчина земля» — радянський чотирисерійний художній телефільм 1969 року, знятий на Кіностудії ім. О. Довженка.

## Сюжет
Телефільм про молодь, яка обирає трудовий шлях, про вибір професії та місце в житті. Героїня фільму Варя Кравець після закінчення школи залишається в рідному колгоспі. Прийшло до неї й перше кохання. Тим більш несподівана для неї загибель коханого. Подолати кризу допомагають односельці. Події фільму розгортаються на тлі колгоспного села з його повсякденними турботами та справами.

## У ролях
- Ніна Антонова — Варка Кравець
- Олександра Данилова — Анна Єгорівна, мати Варки
- Петро Любешкін — Іван Григорович, батько Варки
- Валентина Владимирова — Надія Єгорівна, тітка Варки
- Світлана Кондратова — Таня, дочка Надії
- Майя Булгакова — Паша Ткаченко, тітка Варки
- Микола Пишванов — Яків Михайлович Малюта, бригадир
- Володимир Дорофєєв — Іван Мартинович Гребенюк
- Анатолій Грачов — Шура Гребенюк, онук Івана Мартиновича
- Маргарита Кошелєва — Рита
- Лілія Дзюба — Ліза
- Т. Калантай — Олена
- Лідія Чащина — Валентина
- Микола Яковченко — дід Євген
- Євген Гуров — дід Кіндрат
- Лев Борисов — Оселедець
- Валентин Грудінін — Полікарпович
- Федір Панасенко — Федір, циган
- Дмитро Франько — старшина міліції
- Микола Панасьєв — Петро Никифорович Дегтяр, їздовий
- Лев Перфілов — фельдшер
- Нонна Копержинська — Нонна Степанівна, голова
- Маргарита Криницина — Лузанка, ланкова
- Борислав Брондуков — Колька Шевелько, сусід Варки, хуліган
- Володимир Волков — Черкесов, завклубу
- Софія Карамаш — працівниця в полі
- Олеся Іванова — працівниця в полі
- Катерина Шандибіна — працівниця в полі
- Агафія Болотова — працівниця в полі
- Алім Федоринський — учасник конкурсу пісні
- Віктор Панченко — дружок Шевелька
- Юрій Гаврилюк — дружок Шевелька
- Віктор Поліщук — чоловік Нонни Степанівни
- Ада Волошина — працівниця в полі
- Петро Філоненко — колгоспник
- Петро Бенюк — баяніст на танцях
- Борис Болдирєвський — ведучий конкурсу пісні
- Зиновій Золотарьов — член журі пісенного конкурсу
- Юрій Дубровін — фотограф

## Знімальна група
- Сценарист: Віктор Богатирьов
- Режисер-постановник: Анатолій Буковський
- Оператори-постановники: Михайло Бєліков, Ігор Бєляков, Віталій Зимовець
- Художник-постановник: Анатолій Мамонтов
- Режисер: Г. Зільберман
- Композитор: Микола Сидельников
- Автори пісенних текстів: Володимир Федоров, Іван Варавва
- Звукооператор: Юрій Риков
- Режисер монтажу: Варвара Бондіна
- Художник по костюмах: З. Корнеєва
- Художники по гриму: М. Лосєв, Алевтина Лосєва
- Художник комбінованих зйомок: Михайло Полунін
- Художник-декоратор: Н. Арістов
- Асистенти оператора: П. Пастухов, А. Найда, Валерій Осадчий
- Державний заслужений симфонічний оркестр УРСР, диригент — Н. Басов
- Редактор: Володимир Сосюра
- Директор картини: Роберт Раїнчковський